# Иль-де-Франс
Иль-де-Фра́нс (фр. Île-de-France, МФА (фр.): [il də fʁɑ̃s]), или Парижский регион, — историческая область Франции и регион в центральной части Парижского бассейна, между реками Сена, Марна, Уаза. Территория Иль-де-Франс (с центром в Париже) — ядро французского государства.
Название Иль-де-Франс (с фр. — «остров Франции») происходит от франкского «liddle Franke» (фр. Petite France); «Малая Франция». Также название «Иль-де-Франс» носил остров Маврикий в Индийском океане в период с 1715 по 1814 годы.

## География
Регион Иль-де-Франс охватывает город Париж и его ближайшие пригороды.
Париж окружают большие лесные массивы Фонтенбло, Аллата, Шантийи, Эрменонвиля (фр. Forêt d'Ermenonville) и Рамбуйе, парки и сады Версаля, Шантийи и Во-ле-Виконта.
Регион занимает 2 % национальной территории.

## История
Регион создан в 1976 году.

Исторические местности Иль-де-Франса

Исторические местности (contrées) Иль-де-Франса — Юрпуа, Валуа, Французское Гатине, Французский Вексен, Мантуа, Бове, Французское Бри, Лануа, Нойонне (Карт-де-Нойон), Суассонуа и прилегающее к Парижу Паризи (Пе-де-Франс).

## Административное деление
В состав региона Иль-де-Франс входят 8 департаментов: Париж, Сена и Марна, Ивелин, Эсон, О-де-Сен, Сен-Сен-Дени, Валь-де-Марн и Валь-д’Уаз.
|   |                   |                            |              |                     |                             |
| № | Департаменты      | Население, чел. (01. 2007) | Площадь, км² | Плотность, чел./км² | Прирост населения 1999-2007 |
| 1 | Париж (75)        | 2 188 500                  | 105          | 20 843              | +0,4 %                      |
| 2 | О-де-Сен (92)     | 1 551 500                  | 176          | 8815                | +1,0 %                      |
| 3 | Сен-Сен-Дени (93) | 1 508 500                  | 236          | 6392                | +1,1 %                      |
| 4 | Валь-де-Марн (94) | 1 309 000                  | 245          | 5343                | +0,8 %                      |
| 5 | Сена и Марна (77) | 1 285 500                  | 5915         | 217                 | +1,0 %                      |
| 6 | Ивелин (78)       | 1 401 000                  | 2284         | 613                 | +0,4 %                      |
| 7 | Эсон (91)         | 1 207 500                  | 1804         | 669                 | +0,8 %                      |
| 8 | Валь-д’Уаз (95)   | 1 165 000                  | 1246         | 935                 | +0,7 %                      |
|   | Всего             | 11 616 500                 | 12 011       | 967                 | +0,8 %                      |

## Экономика

### Компании
В Париже базируются штаб-квартиры крупнейших французских корпораций: BNP Paribas, Engie S.A., Société Générale, AXA, Orange, Sanofi, EDF Group, Vivendi, Christian Dior, Danone, CNP Assurances, Bouygues, Air Liquide, Veolia Environnement, Peugeot, Lafarge, PPR, Crédit Industriel et Commercial, Pernod Ricard, Natixis, Unibail-Rodamco, Safran, Publicis Groupe, Alcatel-Lucent, Technip, Capgemini, Gecina, Rexel, Finatis, Valeo, Constellium.
Многие из крупнейших корпораций страны базируются в пригородах столицы: Total, Saint-Gobain и Areva (Курбевуа), Crédit Agricole (Монруж), Vinci и Schneider Electric (Рюэй-Мальмезон), Renault и Vallourec (Булонь-Бийанкур), L’Oréal (Клиши-ла-Гаренн), Carrefour (Эври), Alstom (Леваллуа-Перре), Sodexo (Исси-ле-Мулино), SCOR (Пюто), Eiffage (Аньер-сюр-Сен), Thales (Нёйи-сюр-Сен), Air France-KLM (Трамбле-ан-Франс), Essilor (Шарантон-ле-Пон), Dassault Aviation (Сен-Клу).